# Pherkad
Pherkad (Gamma de l'Ossa Menor / γ Ursae Minoris) és un estel de la constel·lació de l'Ossa Menor. Prop de Pherkad es pot observar l'estel Pherkad Minor (11 Ursae Minoris), si bé els dos estels no estan físicament relacionats, aquesta última està uns 100 anys llum més proper a nosaltres que Pherkad. Pherkad no ha de ser confosa amb Phecda (γ Ursae Majoris), de nom semblant.

## Nom
El nom de Pherkad prové de la paraula àrab per a «les dues cries», referint-se originàriament tant a aquest estel com a Kochab (β Ursae Minoris). Amb aquesta darrera, s'anomenen «Les Guardianes del Pol», doncs cada nit dibuixen un cercle entorn a Polaris (α Ursae Minoris), l'Estel Polar.
A la Xina, aquest estel era conegut com a Ta Tsze, «el príncep hereu».

## Característiques físiques
De magnitud aparent +3,00, Pherkad és una gegant calent de tipus espectral A3Iab i 8.600 K de temperatura efectiva. Té una lluminositat 11.000 vegades major que la del Sol i un diàmetre 15 vegades més gran. La seva velocitat de rotació, superior a 170 km/s en l'equador, és 85 vegades més alta que la del Sol. Es pensa que és un estel en evolució, probablement amb un nucli inert d'heli envoltat d'una capa d'hidrogen transformant-se per fusió nuclear; la seva temperatura i lluminositat suggereixen una massa aproximada de 5 masses solars.
Pherkad és un estel variable, fluctuant unes desenes de magnitud en un període de 3,43 hores. Actualment se la classifica com un estel variable Delta Scuti. S'hi troba a 480 anys llum del sistema solar.